# Michael Pinske
Michael Pinske (* 22. August 1985 in Berlin) ist ein deutscher Judoka (1. Dan).
Michael Pinske studierte Geoinformatik an der Technischen Fachhochschule Berlin (heute Berliner Hochschule für Technik (BHT)). Seine Mutter war die dreifache Olympiasiegerin Andrea Pollack. Pinske betreibt seit 1994 Judo und ist Mitglied des SC Berlin. Er wurde zunächst von Heike Möller trainiert, danach von Jochen Bech und Detlef Ultsch.
2001 gewann er die Titel bei den Deutschen und den internationalen Deutschen U17-Meisterschaften. 2002 wurde er deutscher Vizemeister in der Altersklasse unter 20 und nahm in dieser Altersklasse auch an den Weltmeisterschaften teil. 2003 und 2004 gewann er den Titel in der Klasse, 2004 zudem den Titel des internationalen Deutschen U20-Meisters. 2005 belegte er bei den Europameisterschaften in Rotterdam Rang fünf und wurde U23-Vize-Europameister. Zwei Jahre darauf wurde er in Belgrad erneut Fünfter bei den Europameisterschaften und nahm an den Weltmeisterschaften in Rio de Janeiro teil. Pinske wurde vom Deutschen Olympischen Sportbund in der Klasse bis 90 kg für die Olympischen Sommerspiele 2008 in Peking nominiert, verlor jedoch seinen ersten Kampf und schied aus. Bei den Europameisterschaften 2009 belegte er den fünften Rang.